# ディーヴァーヌ・ヒュマーユーン
御前会議（トルコ語:Divan）とは、イスラム教国家において政治的事柄を論じ、裁定を下す機関である。 
オスマン帝国において政務について議論する機関はディヴァーヌ・ヒュマーユーン（Dîvân-ı Hümâyun）と呼ばれ、その他にも場所や目的に応じて様々な名称で呼ばれた。 臣民の前にスルタンが姿を現すアヤック・ディヴァーヌ（Ayak Divanı）、外国大使の受入に関するガレベ・ディヴァーヌ（Galebe Divanı）、サドラザムの出国時に召集されるセフェル・ディヴァーヌ（ Sefer Divanı）、遠征時に馬上で行われたアト・ディヴァーヌ（ At Divanı）、イェニチェリの給与に関するウルフェ・ディヴァーヌ（ Ulufe Divanı）、大宰相府で御前会議の未完の仕事を完了するため召集されるイキンディ・ディヴァーヌ（ İkindi Divanı）などが存在した
。

## オスマン帝国以前の御前会議
イスラムの歴史において初の御前会議は、第2代カリフ、ウマル・イブン・ハッターブの時代（634年-644年）において政府の一部門として設立され、政府の歳出入に関する政務を行っていた。
ウマイヤ朝時代（661年-750年）にはその人数を増加させ、政府の中心であるシャムにおいて税に関する政務を監督するディヴァヌル・ハラジュ（Divanü'l-Harac）として中央議会としての性質を得た。中央で様々な政務を行う議会の他、各州にも議会が置かれた。
この議会制度の伝統はアッバース朝時代（750年-1258年）にも続いた。この時代には、税務に関してはディヴァヌル・ハラジュ、ザカートに関してはディヴァヌス・サダカ（Divanü's-Sadaka）、軍務に関してはディヴァヌル・ジェイシュ（Divanü'l-Ceyş）、政府職員の賃金に関してはディヴァヌン・ナファカ（Divanü'n-Nafaka）、宮殿の管理に関してはディヴァヌル・ハジネ（Divanü'l-Hazine）、郵便や諜報に関してはディヴァヌル・ベリディ（Divanü'l-Beridi）、財務管理に関してはディヴァヌズ・ズィメム（Divanü'z-Zimem）という議会がそれぞれ扱った。またディヴァヌス・スル（Divanü's-Sır）が国内外の重要事項に関する決定を為す最上位機構とされていた。 アッバース朝においてはディヴァヌル・メザリム（Divanü'l-Mezalim）と呼ばれる、国民の様々な苦情や訴えを聞き、カリフへと上申する機関も存在した。 カリフは会議に参加することはなく、必要な場合は議場を見渡す場に座り、窓越しに会議を見るだけであった。
それ以降に建国されたイスラム国家もまたアッバース朝の議会制度を継続させ、セルジューク朝では最高行政府としてディヴァヌ・アーラー（Divanı Âlâ）が設立された。ディヴァヌ・アーラーの下には公務を行うディヴァヌ・インシャー（ Divan-ı İnşa）とディヴァヌ・トゥウラ（Divan-ı Tuğra）と呼ばれる二つの機関が存在した。 財務記録はディヴァヌ・イシュラフ・メマリク（Divan-ı İşraf-ı Memalik）が、財務監査はディヴァヌ・ナザル・メマリク（Divan-ı Nazar-ı Memalik）が行った。 軍務はディヴァヌ・アルズ（Divan-ı Arz）もしくはディヴァヌ・ジェイシュ（Divan-ı Ceyş）が行った。 
ルーム・セルジューク朝においてもこれらの議会制度は変更を加えながらも継続し、アナトリア地方のベイリクや白羊朝、黒羊朝においても類似した制度が用いられた。

## オスマン帝国御前会議（ディヴァーヌ・ヒュマーユーン）
オスマン帝国においては、スルタンの宮殿において召集され、現在の内閣のように国の重要事項の監督や、控訴申立ての承認、一種の高等裁判所の職務の監視などを行う機関であった。 帝国御前会議はトプカプ宮殿の聖堂の間（Kubbealtı）において行われた。 設立は第2代皇帝オルハンの時代であった。
帝国初期においては政務は皇帝によって直接、或いは大宰相によって監督されていたが、イスタンブール獲得以降の政務の増大により、この議会システムの設立が必要となった。
帝国御前会議はオスマン帝国の中央組織の三大基本要素のひとつとして挙げられる。 残る二つは大宰相府（Bâb-ı âsafî）と 財務長官（Bâb-ı defterî）である。
帝国御前会議においては帝国の政治、行政、軍事、慣習、司法や財務、訴訟といった内容を議論し、関係者による調査を経て裁定を下した。会議はあらゆる言語や国家、階級や性別に係らず開かれていた。帝国の政治、行政、慣習といった職務に関しては直接会議に掛けられ、その他の問題に関しては妥当性や反論、必要性などの面からも調査が加えられた。
国内各地で不当な扱いや迫害を受ける者、カーディーから誤った判決を受けたと主張する者、財団から不利益を被った者、行政や軍の上司に不満を持つ者など、様々な立場の人間が帝国御前会議に訴えを起こしており、全ての場合が公平に議論された。加えて、戦争や和平の決定など、あらゆる重要な政務もまた御前会議において議論され、決定されていた。会議において終了しなかった議題やスルタンに上申する必要のない議題は、スルタンの代理権を持つ大宰相の、イキンディ・ディヴァーヌにおいて議論、裁定が為された。
御前会議は、定例会議の他にカプクルの兵士へ褒賞を与えるため3か月に一度臨時に召集され、また外国大使はこの機会にスルタンとの謁見を行った。 これはガレベ・ディヴァーヌと呼ばれた。皇帝が臣民や特別な軍事階級の官僚と直接面会する目的でバービュスサーデ（Bâbüssaâde）と呼ばれる宮殿の三番目の門の前で行われた臨時の会議はアヤック・ディヴァーヌと呼ばれた。アヤック・ディヴァーヌは多くの場合、革命や混乱期に為された。君主はこの場で臣民や軍人と直接対峙し、彼らの問題を聞いた。 アヤック・ディヴァーヌでの重要かつ緊急性の高い問題の議論と即座の解決のため、宮殿外や遠征時の軍の陣地においても会議が行われた。この際会議には政府官僚と経験豊富な軍司令官のみが参加した。
メフメト2世の時代まで、会議の議長はスルタンが務めていたが、それ以降は大宰相が務めた。 スルタンがどこに居ようと、会議はスルタンの所在地で行われた。
メフメト2世の治世下では会議は毎日行われ、週に4日スルタンへの上申が行われた。16世紀以降は御前会議は週4日に短縮され、ムラト3世の時代にはスルタンへの上申も週2回へと削減された。
会議は毎週土曜日から火曜日まで行われ、この間御前会議のメンバーは宮殿に召集されて討議を行った。
日曜日と火曜日は討議の後、大宰相以下宰相、カザスケル、デフテルダル達は宮殿内の謁見の間においてスルタンの認可を得、議題それぞれに関する処理を行った。会議の場には、宰相格でなければイェニチェリ長は参加を認められなかった。
メフメト4世がスルタン、キョプリュリュ・アフメト・パシャが大宰相を務めていた時代、第二次ウィーン包囲と続く大トルコ戦争によりスルタンがエディルネにいたことから会議は日曜日と火曜日の週2回へと縮小され、スルタンがイスタンブールに戻った1677年以降も同様に週2回とされた。このことから帝国の政務は徐々に大宰相府のイキンディ・ディヴァーヌへと委ねられるようになった。 アフメト2世の治世末期、週2日という会議の不足と官僚達の負担を考慮し、御前会議は再度週4回実施されることとなった。
18世紀初頭、アフメト3世の時代には御前会議の招集は週2回、さらには週1回へと縮減された。さらに時代を下ると会議は完全に放棄されるようになり、政務は大宰相府に一任された。スルタンの意思確認のために要点を示す為 パシャは門において謁見するのみで、会議は慣例的に3か月に1度行われるのみとなった。 この段階で御前会議はカプクルに給与を支払い、外国大使を受け入れる場へと変化したのである。
御前会議に用いられるトプカプ宮殿の聖堂の間は、スレイマン1世の時代に大宰相ダマット・イブラヒム・パシャによって建造が命じられた。 これ以前には、後に旧御前会議の間（Eski Dîvânhâne）と呼ばれる別の会議場が存在していた。 御前会議が行われる建物は、イキンジ・イェル（ikinci yer）或いはアライ・メイダヌ（alay meydanı）と呼ばれる真ん中の門と三番目の門であるバービュスサーデ（Bâbüssaâde）の間の広場の左側に位置していた。 聖堂の間或いは御前会議の間は基本的に3つのドームの下に位置していた。 このうち一つが御前会議メンバーの集まる会議場であり、各人の座席も明確に決まっていた。大宰相や宰相の席の上方に、スルタンが秘密裡に会議を聞くためのカスル・アドル（Kasr-ı Adl）という格子窓も備えられていた。
御前会議は18世紀以降は重要性を失ったにもかかわらず完全に廃止されることはなく、帝国の終焉までその存在を維持していた。

## 御前会議のメンバー

### 聖堂宰相（Kubbealtı vezir）
大宰相に続いて第二位から第七位までの序列を与えられた宰相。 会議及び政治に関するあらゆる職務において豊富な経験を持つ政府職員である宰相たちの知識やアイデアが利用された。
17世紀初頭以降は財務長官や国璽尚書、海軍将軍たちが宰相職を務めたことから、その数も増大している。更に一部の大軍管区長官（beylerbeylik）に指定された人物にも宰相の階級が与えられた。

### 財務長官（Defterdar）
財務長官はスルタンの資産を管理する役職であり、その組織はバーブ・デフテリー（Bâb-ı Defterî）とも呼ばれた。財務長官（バシュデフテルダル）に次いで、アナトリア地方の財務を監督する為のアナドル・デフテルダルが存在した。セリム1世 はアレッポにも新たな財務長官を置いたが、国家の中心ではなかった。16世紀中期、帝国中心部においてスック・サーニー（ Şıkk-ı Sânî）の名で更なる財務長官が置かれた。 この結果バシュデフテルダル、アナドル・デフテルダル、スック・サーニーの3つの財務長官職が存在した。

### 大宰相用人（Sadaret Kethüdalığı）
大宰相用人職は1835年に文官省（Umûr-ı Mülkiye Nezareti）、1837年に内務省（Dahiliye Nezareti）となった。 現在の内務大臣に相当する。

### 書記官長（Reis-ül Küttab）
書記官長職は1836年、外務省（Umur-ı Hâriciye Nezareti）となった。
書記官長職は以前は国璽尚書と同一であったが、対外関係の発展に伴い17世紀に独立した。 現在の外務大臣に相当する。

### 下士官長（Çavuşbaşılık）
下士官長は1836年に儀礼省（Deâvî Nezareti）、1870年には法務省（Adliye Nezareti）となった。

### イェニチェリ長官（Yeniçeri Ağa）
イェニチェリ長官職は1826年にセラスケルリク（Seraskerlik）と呼ばれるようになり、1908年に軍務省（Harbiye Nezareti）となった。
オスマン帝国の軍務を担当する職で、現在の参謀総長に相当する。

### 海軍大将（Kaptan-ı Deryâlık）
1878年以降は海軍省（Bahriye Nezareti）となった。
以降の内閣にはシェイヒュルイスラームもまた加わった。 帝国のあらゆる海洋上の業務を監督し、海路で征服された場所の記録を担った。

## 御前会議の部署
オスマン帝国御前会議においては書記官長とその側近であるBeylikçiの監督の下、様々な部署が存在した。

### 入国管理部門（アメディー・カレミ/ Amedî Kalemi）
書記長官の部下であると同時にあらゆる対外政務に従事し、大宰相と宮殿との連絡を調整した。
スルタンへと大宰相が書く書類や外国との協定、条約書のコピー、大宰相が外国へと送る手紙の草案、儀礼、大使、領事、外国商人に関する書類はこの部署により作成、管理された。

### （ベイリクチ/Beylikçi）
会議事務部門とも呼ばれる。 会議で議題に挙げられ決定が為された政務を必要な場所に適用し、会議記録の保管を担当する部署であった。
答書や憲章の制作もこの部署で行われた。書類の編纂を仕事としていたため書記官長の配下とされた。

### 登録管理部門（タフヴィル・カレミ/Tahvil Kalemi）
尚書部門や登記部門とも呼ばれた。 宰相、大軍管区長官、小軍管区長、各州のカーディーの任命承認、地方領主や封建騎士の登録などを管理した。

### 長官職部門（ルウース・カレミ/Rüûs Kalemi）
宰相、大軍管区長官、小軍管区長、各州のカーディーといった階級まで昇格する。全ての公務、或いは財団から委託された職務を担当し記録した。 この部門と証書部門は今日における人事職を担っていた。

### 典礼部門（テシュリファートチュルク・カレミ/Teşrifâtçılık Kalemi）
御前会議における重要な仕事のひとつであった。 宮殿と御前会議両方で、さらに必要であれば大宰相府において行われる式典において、予め定められた儀礼を執り行う。
テシュリファートは式典の際の政府高官や行政官の列や階級を意味する。
アラビア語を用いる事が殆どであり、今日でも慣例的に使用されている。

### 歴史調査部門（ヴァカヌヴィスリク・カレミ/Vak'anüvislik Kalemi）
18世紀初頭に公式に設立された部署で、国政に関する書類の検査と保管を行った。 有名な人物としては歴史家のムスタファ・ナーイマが挙げられる。

### （ムヒンメ・オダス・カレミ /Mühimme Odası Kalemi）
1797年、御前会議やベイリクチ部門におけるMühimmeを書く作業を一本化するため設立された。

### （ムヒンメ・デフテルレリ/Mühimme Defterleri）
御前会議が定期的に召集されていた時代、各会議において論じられる政治、社会、金融、行政、慣例に関する決定の記録に関する帳簿。 16世紀半ばに設置された。
会議中に記録されるものではなく、会議の後に議論や決定内容に従い、御前会議の書記官が記録するものである。 後に書記官長によって確認、修正され、最終的に国璽尚書によりスルタンの印が押された。御前会議の仕事が大宰相府に移された後、この仕事もまた委任された。 
また、ムヒンメ・デフテルレリには幾つかの種類が存在した。
ひとつは通常の御前会議に関するものであったが、別種として、メクトゥーム・ムヒンメ・デフテリ（“Mektûm Mühimme Defteri”）があり、秘密裡に書かれた条項や勅令を保有するもので、18世紀に始まった制度であった。戦時下において必要とされた部署は大宰相と軍司令官と共に各地に送られたことから、宮殿を離れた地での会議に参加するムヒンメ・デフテルレリはオルドゥ・ムヒンメスィ（Ordu Mühimmesi）と呼ばれた。 大宰相の遠征に際して、帝国中心部で大宰相代理官の下で召集される御前会議や議会における討議に関わる部署には、リカブ・ムヒンメスィ（Rikab Mühimmesi）の名が与えられた。

### 条約帳簿（アフカーム・デフテルレリ/Ahkâm defterleri）
一時期は独立した部署に、また別の時期には様々な部署に属する形で存在していた。 知事やカーディーなどに関して書かれた条項が存在した。 同時にムヒンメ・デフテルレリに属する人物はこの部署にも属するものとされた。

### 官僚帳簿（ルウース・デフテルレリ/Rüûs defterleri）
通常は小官僚や徴税官への、その仕事が与えられていることを示す証明書という形で記述される。
16世紀には大官僚についての証書もまた存在した。 この部署ではカーディ、奴隷、財団、マドラサ、領主といった様々な立場の者に関するものが存在した。